# Ayam Taliwang

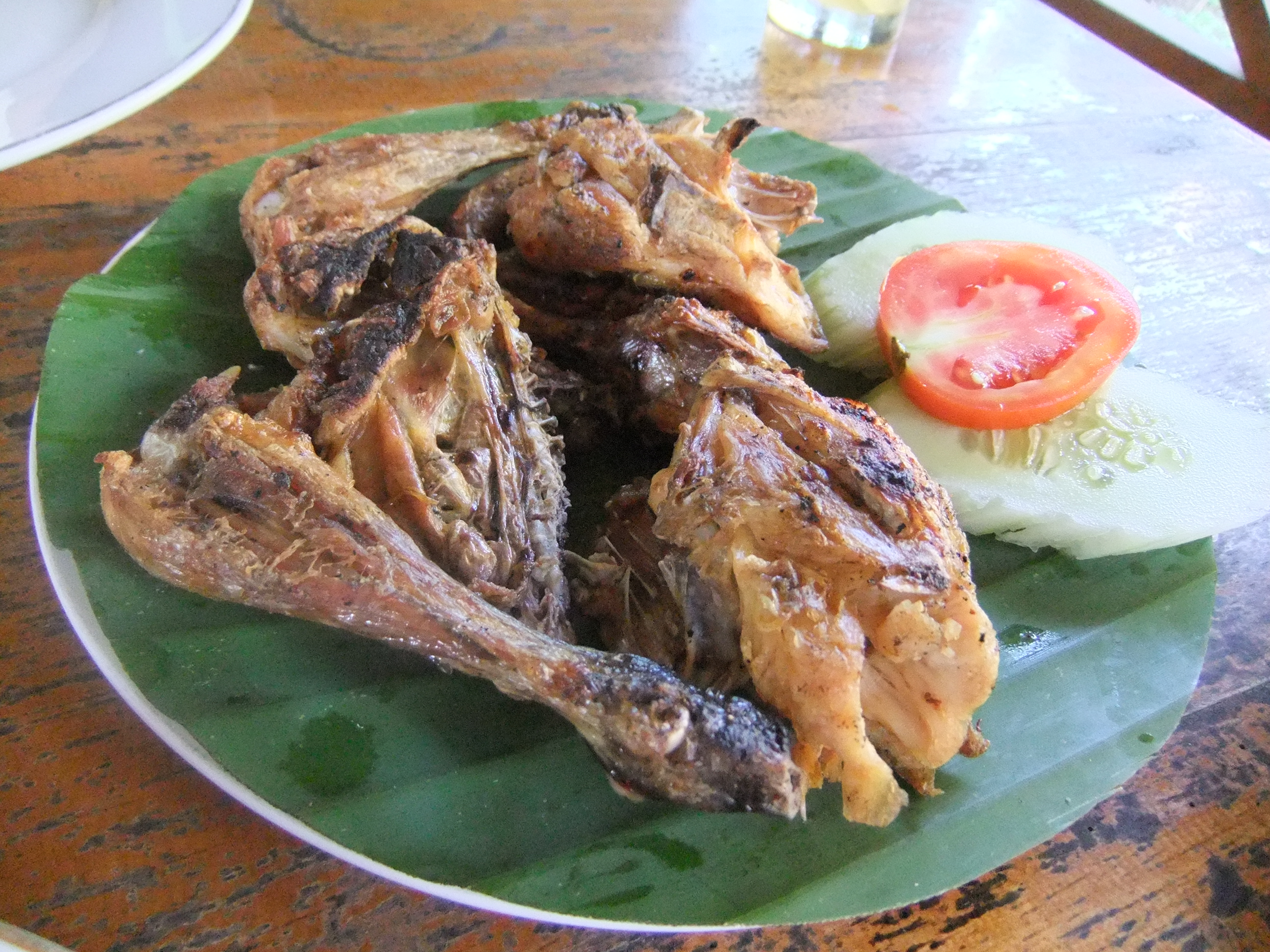
Ayam Taliwang.

Ayam Taliwang of Ajam taliwang is een specifiek gerecht uit de stad Mataram op het Indonesische eiland Lombok. Het is vernoemd naar de gelijknamige buurt, Taliwang.
Ayam Taliwang is een kipgerecht dat bestaat uit een hele geroosterde kip (indonesisch: Ayam Bakar), gemarineerd  met kruiden en specerijen, waaronder: gedroogde rode peper, ui, knoflook, rode tomaten, gebakken garnalen, kentjoer, palmsuiker en zout